# Miklós Bercsényi
Miklós Bercsényi (n. 6 decembrie 1665, Hrádok, Trenčiansky kraj, Slovacia – d. 6 noiembrie 1725, Tekirdağ, Imperiul Otoman) a fost un general în războiul curuților pornit de Francisc Rákóczi al II-lea împotriva Imperiului Habsburgic. 